# Antarktika
Antarktika (od grčkog Ανταρκτικως, suprotno od Arktik) je kontinent koji okružuje južni pol Zemlje. Jedini je ljudima nenaseljeni kontinent na Zemlji.

## Klima
Antarktika je kontinent klimatskih ekstrema. Od svih dijelova zemlje on je 
- najhladniji: Prosječna godišnja temperatura u unutrašnjosti kopna je -55 °C. Prosječna mjesečna temperatura kreće se ovisno o dužini dana. U vrijeme polarne noći arktičke zime, sunce se uopće ne pojavljuje, dok za vrijeme arktičkog ljeta sija 24 sata dnevno. Tako je u unutrašnjosti prosječna lipanjska (zima na južnoj polutki) između -40 i -68 Celzijevih stupnjeva, a uz obalu oko -18 °C. Tijekom ljeta, u najtoplijem mjesecu siječnju, temperatura uz obalu penje se na koji stupanj iznad nule. Zbog ovakvih temperatura postoji samo par antarktičkih jezera i samo jedna, a i to povremena, rijeka, Onyx river. Na području istočno antarktičkog grebena 10. kolovoza 2010. izmjerena je temperatura od -93,2 °C što je zasada najniža izmjerena temperatura u prirodi na Zemlji.[1]
- s najmanje oborina: Ovdje su u pravilu oborine u obliku snijega. U središnjim dijelovima prosječna godišnja količina je nešto iznad 40 l/m². Ako se primijeni kao kriterij godišnja količina oborina, tada se Antarktika treba smatrati pustinjom (i to najvećom na Zemlji). Na obalama je količina oborina veća, i iznosi prosječno 500-600 l/m². Oborine su i ovdje najčešće snijeg, no ponekad padne i kiša.
- najvjetrovitiji: Nad kontinentom je visok atmosferski tlak (semipermanentna anticiklona), pa prema obalama neprekidno pušu snažni vjetrovi. Tako je u lipnju 1972. kod postaje Dumont-d'Urville izmjerena brzina vjetra od 327 km/h (91 m/s). Ti vjetrovi imaju velik utjecaj na okolna mora.

Oko 98 % površine je pokriveno ledenim pokrovom prosječne debljine oko 2000 m (najveća debljina je 4770 m). Količina leda se procjenjuje na oko 30 milijuna km³, što je oko 90 % ukupne količine leda na Zemlji. Led s kontinenta spušta se prema moru kao ledenjak, tvoreći ledene police (barijere, šelfove) od kojih se odlamaju ledeni bregovi koji zatim plutaju okolnim morima.

## Geografija i reljef
Kada se pribroje ledene police (ledeni šelfovi), ovaj kontinent ima površinu oko 14 milijuna km² što ga čini petim po veličini na Zemlji. Stvarna veličina Antarktike nije točno poznata, jer se ispod ledenih polica nalazi i voda. S izuzetkom vrha Antarktičkog poluotoka i malenih dijelova na istočnoj strani kontinenta, cijeli se nalazi unutar antarktičkog kruga tj. južne polarnice.
Antarktika je zaljevima Rossovog i Weddellovog mora a između njih Transatlantičkim gorjem podijeljena na puno veći istočni (oko 3/4 površine) i zapadni dio (oko 1/4). 
Istočni dio je valoviti ravnjak pod ledenim pokrovom, građen od gnajsa, granita i škriljevca, prekriven mjestimično pješčenjacima i eruptivima. U ovom dijelu kontinenta, postoji samo jedan ugasli vulkan, Gaussberg. U ovom dijelu Antarktike je i najdublja točka na kontinentu, 2.555 metara ispod razine mora, u Bentleyjevom jarku.
Zapadni dio nije kompaktna kopnena masa. To su zapravo goroviti otoci međusobno povezani debelim ledenim pokrovom. Tu se nalazi najviši vrh kontinenta, Vinstonov Massif (4.897 m) u gorju Ellsworth, ali i veći broj aktivnih vulkan. Najpoznatiji je Mount Erebus.
Ako se zanemare brojni manji otoci, najbliže točke susjednih kontinenata su Ognjena zemlja na jugu Južne Amerike, rt Agulhas na Tasmaniji i Novi Zeland.
U odnosu na mora koja ga okružuju, postoje razna mišljenja. Neki geografi zastupaju stajalište da su vode koje okružuju Antarktiku zaseban Antarktički ocean nazivan još i Južnim oceanom ili Južnim polarnim morem, dok drugi smatraju da to nije zaseban ocean, nego da uz obale Antarktike završavaju najjužniji dijelovi Pacifika, Indijskog i Atlantskog oceana.
Okružuju ga (u smjeru kazaljke na satu) Rossovo, Amundsenovo, Bellingshausenovo i Weddellovo more. Pored navedenih, neki geografi smatraju i Davisov zaljev zasebnim morem.

## Biljni i životinjski svijet
Antarktika je okružena ogromnim područjima po kojima pliva morski led, led od smrznute morske vode (zbog slanosti, more se smrzava na -1,8 °C) i gdje se razvio jedan od najbogatijih ekosustava na svijetu. Mora vrve divovskim jatima krila i drugih malenih rakova. To je temelj prehrambenog lanca za mnoge životinje: ribe, kitove, perajare, pingvine i brojne vrste morskih ptica.
Ovdje živi i veliki broj raznih vrsta tuljana, među najbrojnije spadaju Weddelovi tuljani, tuljani rakojedi i morski leopardi. Njima se tijekom ljeta pridružuje još oko 100 milijuna ptica selica koje se gnijezde na okolnim otocima ili na dijelovima kontinenta koji nisu pokriveni ledom. Procijenjeno je, da samo kitovi Južnog mora pojedu oko 55 milijuna tona glavonožaca što od prilike odgovara količini od tri četvrtine ukupnog ulova riba svih ribarskih flota na Svijetu.
Suprotno ovom vrlo bogatom i raznovrsnom životu u oceanu i uz rubove ledenih polica, život na kopnu, s izuzetkom tzv. antarktičkih oaza, gotovo da ne postoji. Na otocima pretežu močvare i tresetišta (cret) s jastučastim biljem, lišajevima i mahovinama. Na kopnu kontinenta, uz navedeno, raste samo jedna cvjetnica, trava Aira antarctica, a i ona samo do 62° južne geografske širine. U međuvremenu je utvrđeno postojanje više vrsta lišajeva i mahovina, neke mikroskopske gljive i razne vrste bakterija.

### Vrste
- Actinopterygii
  - Dissostichus eleginoides
  - Dissostichus mawsoni
- Aves
  - Aptenodytes forsteri
  - Pygoscelis adeliae
  - Thalassoica antarctica
- Mammalia
  - Hydrurga leptonyx
  - Lobodon carcinophaga
  - Megaptera novaeangliae
  - Orcinus orca
- Mollusca
  - Onykia ingens
- Ostalo
  - Euphausia superba

## Politička povijest i podjela
Vidi i: Istraživanje Antarktike
Zahvaljujući udaljenosti od trgovačkih putova, nestvarnosti i čovjeku neprijateljskog okoliša Antarktike, ovo područje je ostalo pošteđeno procesa koloniziranja 19. i 20. stoljeća. Države koje su postavile klasične teritorijalne zahtjeve, morale su same sebi priznati, da je stvarna provedba takvih zahtjeva u praksi jednostavno nemoguća.
Na inicijativu Geofizičke godine 1957./1958. nađen je način međunarodne suradnje na području Antarktike. 1959. sklopljen je Antarktički ugovor nezavisno od UN-a kojim je upravljanje najvećim dijelom povjereno dvjema organizacijama: SCAR (Scientific Committee on Antarctic Research) koji je tijelo International Council for Science (ICSU) i objedinjuje sve znanstvene institucije svijeta koje se bave Antarktikom te koordinira znanstvena istraživanja. COMNAP (Council Of Managers Of National Antarctic Programs) je Savjet menadžera nacionalnih antarktičkih programa i koordinira aktivnosti državnih tijela nadležnih za nacionalne antarktičke programe. 
Iako Antarktički ugovor zabranjuje teritorijalne zahtjeve, oni postoje od ranije, a Ugovor ih je samo "zamrznuo". Tako Ugovorom ustvari politički odnosi na Antarktici nisu konačno razjašnjeni. Teritorijalne zahtjeve postavili su Čile, Argentina, Velika Britanija, Norveška, Australija, Francuska i Novi Zeland, pri čemu se neka zahtjevana područja preklapaju, dok nad drugim područjima nitko nije postavio zahtjev.
Od prvobitnih 12 država koje su 1959. sklopile Antarktički ugovor, broj potpisnika je do sada narastao na 43 države (punopravno članstvo, što uključuje znanstvenu postaju na Antarktiku).

## Stanovništvo
Antarktika nema stanovništva u pravom smislu riječi. Ljeti u osamdesetak znanstveno-istraživačkih postaja živi oko 4000, a zimi oko 1000 ljudi. Taj broj vrlo je promjenjiv. Najveća takva postaja je McMurdo gdje je usred antarktičke zime 2005. živjelo više od 240 ljudi.
U postajama znanstvenici se bave cijelim nizom znanstvenih područja. Od astrofizike, biologije, geologije, glaceologije, klimatologije i meteorologije do oceanografije.

## Infrastruktura
Zabačenost i ekstremni klimatski uvjeti uzrok su da je Antarktika u omjeru na svoju veličinu daleko najslabije infrastrukturno razvijen kontinent. No, kad se uzme u obzir vrlo nizak broj stanovnika (najviše 4000) i ekstremno nisku gustoću naseljenosti, to i nije tako začuđujuće.

## Zanimljivosti
Hrvatski planinar Stipe Božić imenovao je prigodom uspona na najviši vrh Antarktike jedno od obližnjih sljemena Hrvatska.

## Vanjske poveznice
- Antarctic Place-names Commission of Bulgaria  Arhivirana inačica izvorne stranice od 7. veljače 2006. (Wayback Machine)
- Illustrated map of Livingston Island and Greenwich Island  Arhivirana inačica izvorne stranice od 3. veljače 2006. (Wayback Machine)